# Bryan Stork
Pour les articles homonymes, voir Stork et Stork  (homonymie).
(en) Statistiques sur pro-football-reference
Bryan Stork, né le 15 novembre 1990 à Springfield dans l'Illinois, est un joueur américain de football américain évoluant au poste de centre. Sélectionné en 105e rang lors de la draft 2014 de la NFL, il signe avec les Patriots de la Nouvelle-Angleterre avec qui il remporte dès sa première saison en National Football League le Super Bowl XLIX, un an après avoir remporté le championnat national universitaire avec les Seminoles de Florida State. Au camp d'entraînement de la saison 2016, il perd son duel face à David Andrews et est libéré par les Patriots après un échange avorté avec les Redskins de Washington. En mars 2017, il met un terme à sa carrière professionnelle après avoir subi plusieurs traumatismes crânien en deux saisons NFL.

## Biographie

### Carrière universitaire
Bryan Stork joue pour les Seminoles de Florida State de 2010 à 2013. 

### Carrière professionnelle
Stork est sélectionné en 105e position lors de la draft 2014 de la NFL par les Patriots de la Nouvelle-Angleterre. Il signe son contrat de débutant le 19 mai 2014. Débutant, il commence 11 rencontres comme titulaire au poste de centre pour les Patriots de la Nouvelle-Angleterre. Il rate le championnat AFC contre les Colts d'Indianapolis, également connu comme le Deflategate pour une blessure au genou. De retour pour le Super Bowl XLIX, il contribue à la victoire des Patriots contre les Seahawks de Seattle et devient le cinquième joueur de l'histoire à enchaîner un titre national universitaire et un Super Bowl en deux saisons. 
En août 2016, après avoir perdu son poste de titulaire lors d'un duel face à David Andrews au camp d'entraînement, les Patriots annoncent qu'ils vont le libérer. Apprenant la nouvelle, les Redskins de Washington sautent sur l'occasion et proposent un échange aux Patriots contre un choix de septième tour de la draft, sous conditions, ce qu'ils acceptent. Cependant, sa visite médicale n'est pas validée par les Redskins et l'échange est annulé. Il est finalement libéré par les Patriots dans la foulée.
En mars 2017, après plusieurs mois hors des terrains de National Football League, Bryan Stork annonce sa retraite sportive à l"âge de 26 ans en raison des traumatismes crânien qu'il a subi lors de sa courte carrière dans la NFL. Il annonce deux mois plus tard sur Twitter qu'il devient entraîneur assistant de la ligne offensive des Golden Eagles de Southern Miss, au niveau universitaire.

## Palmarès
- Vainqueur du Super Bowl XLIX avec les Patriots de la Nouvelle-Angleterre